# CA Sarmiento
Club Atlético Sarmiento, znany również jako Sarmiento de Junín – argentyński klub piłkarski z siedzibą w mieście Junín, w prowincji Buenos Aires.

## Osiągnięcia
- Mistrz drugiej ligi: 1980

## Historia
Klub założony został dnia 1 kwietnia 1911 roku. Następnie przystąpił do rozgrywek regionalnej ligi Liga Deportiva del Oeste. Dnia 9 lipca 1951 oddano do użytku klubowy stadion Estadio Eva Perón, mogący pomieścić 18000 widzów. W roku 1952 klub przeszedł na profesjonalizm i wstąpił do federacji piłkarskiej Asociación del Fútbol Argentino, przystępując do organizowanych przez nią rozgrywek klubowych.
W roku 1980 klub awansował do pierwszej ligi argentyńskiej. Obecnie występuje w drugiej lidze Primera B Nacional.